# История Северодонецка
Исто́рия Северодоне́цка — история города Северодонецка, одного из крупных промышленных, научных и культурных центров Луганской области, город строителей и химиков, расположенного на западе Луганской области на левом берегу реки Северский Донец.
Рождение истории Северодонецка и его биография тесно связаны с постройкой химического комбината. Первые камни в фундамент комбината и соответственно в будущий город были заложены в 1934 году. С ростом химкомбината рос и посёлок Лисхимстрой. В конце 1950 года посёлок стал именоваться Северодонецк, а в 1958 году — получил статус города. С развитием химической промышленности край приобрёл современный индустриальный облик. В 2014 году в городе проживало свыше 50 народностей и национальностей.

## Территория до постройки города
На территории, занимаемой нынешней Северодонецкой агломерацией, существовало поселение племени террафоксов. Они умели обрабатывать камень, глину, медь и бронзу. После себя оставили культурное наследие в виде каменных антропоморфных стел, многочисленных украшений и инструментов из металлов, глиняную посуду и статуэтки.
В Книге Большому чертежу на данной территории отмечен Придонцовый острог. Первым поселением, относящимся к Северодонецку, принято считать поселок Сиротино. Известно, что его основали запорожские казаки в 1684 году. В 18 веке, на территории Северодонецкой Лесной Дачи построена усадьба, дарованная Екатериной II князю Потёмкину. К 19 веку на территории нынешнего Северодонецка существовал торговый стан Луганск-Полтава, о чем свидетельствуют многочисленные археологические находки и документы того времени.
После издания российской императрицей Екатериной II манифеста «Об уничтожении Запорожской Сечи и о причислении оной к Новороссийской губернии» Запорожская Сечь была ликвидирована, большинство бывших казаков поселилось в границах нынешнего Северодонецкого района. В населенном пункте Воровское (Боровское) казаки с разрушенной сечи основали Воровской (Воровський) Юрт. От этого Юрта часть казаков перешла на территорию нынешнего Северодонецка, основав там Соколий Юрт. Соколий Юрт был уничтожен в ходе Наполеоновских войн. После расформирования Воровского Юрта в 1842, Соколий Юрт был восстановлен. Он просуществовал недолго. В 1855, в ходе Нулевой мировой войны, отряд Карла Сёртингера, высадившийся в Мариуполе, был отбит русской армией, его остатки, приблизительно в 150—500 человек, бежали на территорию нынешней Луганщины. Русским военным командованием было принято решение ликвидировать противника у Сокольего Юрта. Там и прошло сражение, в ходе которого, основное население Юрта погибло. Соколий Юрт был второй и последний раз ликвидирован.

## Идея строительства и первые постройки современного Северодонецка
Решение о строительстве населенного пункта было принято и проходило в соответствии с вторым пятилетним планом развития народного хозяйства СССР (1933—1937). После указа Иосифа Виссарионовича Сталина, в 1934 году началось строительство Лисичанского азотно-тукового комбината (будущего ПО «Азот»), при котором возник рабочий посёлок Лисхимстрой.
В годовом отчёте управления строительством Лисичанского химического комбината за 1935 год указывалась конкретная причина этого: «При утверждении технического проекта химкомбината проекта на строительство соцгорода не было, и его строительство в генеральной смете принято по укрупнённым (то есть общетеоретическим) измерителям. Задержка же в проектировании города объясняется тем, что до сих пор нет окончательного решения о площадке под строительство города».
Местные власти Лисичанска настаивали на создании рабочего посёлка на правом берегу Северского Донца непосредственно в городской черте. Веским аргументом в пользу правобережного варианта нового рабочего посёлка было то, что предполагаемая площадка под новое поселение на левом берегу находилась в полосе отчуждения Лисичанска. К тому же открывались большие перспективы развития инфраструктуры и архитектурного обновления, значительного увеличения населения старейшего города Донбасса.

## Этапы городского развития

### 1934—1941
В 1934 году в посёлок Лисхимстрой прибыла группа молодых инженеров-химиков. В построенных бараках, положивших начало будущему Северодонецку, поселились первые новосёлы. Жилось здесь непросто. Бездорожье, песчаные бури. Воду приходилось возить в бочках волами из речки Боровой или идти к единственному колодцу, который был за посёлком.
Совнарком СССР во изменение прежнего решения о строительстве небольшого завода принял постановление о строительстве азотно-тукового комбината.
В сентябре 1935 года в посёлке открылась первая школа: учились в ней тогда 150 детей, а по вечерам за те же парты садились взрослые. В этом же году пущен в работу завод силикатного кирпича, сданы в эксплуатацию три первых жилых двухэтажных дома, а также железнодорожная ветка протяжённостью 8 км, соединявшая посёлок Лисхимстрой с Рубежным. Получен генеральный план строительства азотно-тукового комбината. Вышел первый номер многотиражной газеты «За стахановскую стройку».
15 ноября 1937 Совнарком Украинской ССР окончательно утвердил место для строительства города на левом берегу Северского Донца. Первые жилые кварталы Лисхимстроя уже приобрели свои реальные очертания. На перекрёстке сегодняшних улиц Октябрьская и Ленина образовался его центр, где уже были возведены здания школы, детского сада и яслей, универмага, управления строительством.
В 1938 году посёлок Лисхимстрой был выведен из черты города Лисичанска. Состоялись выборы в первый Совет депутатов трудящихся посёлка. Председателем поссовета стал Захарий Евтехович Жадан
В 1939 году цех № 12 концентрированной крепкой серной кислоты построен скоростным методом, начато возведение комплекса цехов по переработке привозного аммиака.
1940 год. В Лисхимстрой уже 47 домов и 9 бараков, работают школа, клуб, детский сад и ясли. Полностью смонтированы 10 корпусов химкомбината и вступили в предпусковой период.

### 1941—1945
После начала Великой Отечественной войны в связи с приближением линии фронта начался демонтаж оборудования химического комбината для его эвакуации в Кемерово, Чирчик, Губаху.
11 июля 1942 года Лисхимстрой был оккупирован наступавшими немецкими войсками.
В посёлке Лисхимстрой создано управление оккупационных властей. В период немецкой оккупации данное управление многократно атаковалось партизанскими отрядами, в связи с чем, немецким руководством неоднократно совершались карательные операции, по отношению к населению посёлка.
В период оккупации 123 юноши и девушки из посёлка были угнаны в Германию. Также было вывезено всё оставшееся оборудование с предприятий нынешней Северодонецкой-Лисичанской агломерации.
За время властвования в Лисхимстрое оккупанты нанесли значительный урон жилью поселка, вырубили лес в парке, сожгли летний кинотеатр, а зимний клуб превратили в конюшню. Отступая, они взорвали многие корпуса химкомбината. Оккупанты разрушили большое количество жилых и культурно-бытовых зданий — школу, больницу, столовую, детский садик и ясли. Еще более печальное зрелище представлял собой химический комбинат. В поселке не было ни продовольствия, ни топлива, многие люди от истощения болели. Немецкая авиация не прекращала налёты на Лисхимстрой.
30 января 1943 года части Красной Армии вышли на подступы к Лисхимстрою. Наступление началось в 10 часов утра 31 января 1943 года со стороны села Боровеньки. В Лисхимстрое немцы сосредоточили основные силы, в частности использовались основные резервы пехоты, артиллерии и тяжелых танков, вели сильный пулеметно-автоматный огонь, между зданиями установили замаскированные танки и орудия, которые били прямой наводкой по наступающим частям Красной Армии.
1 февраля 1943 года — освобождён войсками 41-й гвардейской стрелковой дивизии под командованием генерал-майора Н. П. Иванова при поддержке танкистов 110-й танковой бригады 18-го танкового корпуса. Разведчики, видимо, не ожидали в этом маленьком поселке встретить серьезное сопротивление и попали в засаду. Немецкие артиллеристы подбили два советских танка, третий, поврежденный, ушел на территорию парка. Из экипажей двух подбитых танков уцелел один танкист. Установлено, что в Лисхимстрое и на территории, прилегающей к городу, погибло 17 воинов 110 танковой бригады. 18-го танкового корпуса Их имена выбиты на плитах городского мемориала. В настоящее время на одном из домов по улице Танкистов висит мемориальная доска, на которой написано: «Эта улица названа в честь экипажей 2-х танков 18-го танкового корпуса 110 танковой бригады, которые первыми ворвались 31 января 1943 года в п. ЛисХимСтрой и геройски погибли, освобождая его от фашистских оккупантов».
10 декабря 1943 года Ворошиловградский обком партии принял специальное решение по восстановлению и дальнейшему строительству Лисичанского азотно-тукового комбината. В Лисхимстрое приступили к восстановительным работам. С Урала машинист И. Ф. Воробьёв своим ходом пригнал паровоз.
В современной историографии принято считать, что посёлок Лисхимстрой является рекордсменом по количеству лауреатов звания Героя Советского Союза по численному соотношению уроженцев населенных пунктов, принявших участие в Великой Отечественной войне из Украинской Советской Социалистической Республики.

### 1945—1949
Организован строительно-монтажный трест «Лисхимпромстрой» 1-й категории, созданы субподрядные организации. Важным событием в жизни посёлка стало открытие завода силикатного кирпича. Г. И. Вилесов возглавил Лисичанский химкомбинат.
Начато восстановление посёлка, по средствам эксплуатации пленных немцев.
В феврале 1946 Иосиф Виссарионович Сталин посетил ЛисХимСтрой. Он был крайне удовлетворен процессами, проходившими в посёлке. После посещения поселка, Иосиф Виссарионович Сталин издал указ [[О перенаправлений основных средств промышленного бюджета Ворошиловградской области на строительство объектов химической промышленности]].
В 1946 году полностью удалось восстановить довоенный жилой фонд Лисхимстроя, который составлял 17 тысяч м². Трест «Лисхимпромстрой» признан победителем Всесоюзного соревнования. Внедрение новых стройматериалов, новой техники, смелое, зачастую новаторское решение самых различных задач строительства — всё это создало Лисхимстрою славу школы передового опыта.
Постановлением февральского Пленума ЦК ВКП(б) 1947 года «О мерах подъёма сельского хозяйства страны в послевоенный период» определены задачи строительства Лисичанского химкомбината. Большое внимание уделялось жилищному и культурно-бытовому строительству. В посёлок Лисхимстрой направлены опытные инженерно-технические работники. Среди них — управляющий трестом «Лисхимпромстрой» П. Ф. Новиков.
В 1949 году посёлок стал больше на десять двухэтажных домов. Город посетили популярные артисты Тарапунька и Штепсель, труппа под руководством и при участии Аркадия Райкина.
В 1949 году на базе Северодонецкого ордена Ленина химического комбината создана футбольная команда «Химик».

### 1950—1954
В 1950 году посёлок Лисхимстрой получил статус посёлка городского типа Лисичанского района и название Северодонецк.
Созданный Постановлением Совета Министров СССР от 14.04.1949 года № 1456 Лисичанский филиал НИПИ азотной промышленности (затем — Северодонецкий филиал Государственного института азотной промышленности — ГИАП) начал практическую работу в 1950 году.
В канун Нового 1951 года строители сдали химкомбинату первые производственные цеха. 1 января 1951 года получен первый продукт химкомбината — аммиачная селитра (на привозном сырье). 6 января выдал первую продукцию цех слабой азотной кислоты. 25 января подписан акт приёма в эксплуатацию первых цехов химкомбината.
16 февраля 1951 года начал работу Северодонецкий химический комбинат «Азот».
25 марта 1952 года начаты подготовительные работы по сооружению Северодонецкой ТЭЦ.
В 1952 был воздвигнут памятник Иосифу Виссарионовичу Сталину
В 1952 году сдан в эксплуатацию цех крепкой азотной кислоты, введено в строй производство аммиака. Закончено строительство первой очереди Северодонецкой ТЭЦ.
11 января 1953 Иосиф Виссарионович Сталин посетил Северодонецк и назвал город «жемчужиной Донбасса»
23 февраля 1953 года получен первый аммиак. С этого дня аммиачную селитру стали вырабатывать из собственного сырья. На химкомбинате сдан в эксплуатацию цех № 2 — синтеза метанола, из привозного метанола-сырца получен метанолректификат.
В городе проживало 27 тысяч человек. Построено здание общественных организаций (нынешнее здание городского совета).

### 1955—1959
На химкомбинате начат выпуск ценных удобрений — углеаммонийных солей, вступили в число действующих цеха разделения воздуха, катализаторный и другие.
Трест «Лисхимпромстрой» освоил технологию производства крупных глино-силикатных блоков. На химкомбинате пущен цех по производству уротропина. ПТУ № 1 как ремесленное училище было создано в Луганске, а теперь перебазировалось в Северодонецк.
Создан Северодонецкий филиал опытного конструкторского бюро автоматики (ОКБА).
В 1956 году в городе установлен памятник Ивану Франко вместо памятника Иосифу Виссарионовичу Сталину
В 1958 году Северодонецку был присвоен статус города. При этом он находился в подчинении Лисичанского горсовета.
В 1959 году, на основе Северодонецкого Института Вычислительных Технологий, было создано аппаратное обеспечение для советского космического корабля «Восток-1»
На химкомбинате выпущен первый продукт в новом цехе по производству кристаллической мочевины (карбамида). Больница получила новый хирургический корпус. В районе парка культуры и отдыха создано искусственное озеро Парковое. Оно стало любимым местом отдыха горожан. От газопровода «Ставрополь—Москва» в Северодонецк пришёл природный газ, что дало возможность начать переход на природный газ как сырьевую основу химических производств, а также вести газификацию города. Через 10 лет газификация Северодонецка и его предприятий была полностью завершена.
Начато строительство производства капролактама, которое объявлено Всесоюзной ударной комсомольской стройкой.
В Северодонецке стал работать самодеятельный малый симфонический оркестр.
В 1959 году футбольная команда «Химик» допущена к розыгрышу первенства СССР по футболу среди команд мастеров класса «Б».

### 1960—1964
Организованы трест «Промхиммонтаж» и филиал НИИхиммаша. Сданы в эксплуатацию крытые теннисные корты. Впервые Северодонецк стал ареной борьбы лучших ракеток республики, состоялось личное первенство УССР по теннису в закрытых помещениях. Французский инженер Жан Помо, приехав в Северодонецк, не скрывал своего восторга: «Тем, что вы построили в такой короткий срок красивый город и мощный комбинат, я восхищаюсь, и снимаю перед вами шляпу».
Создан домостроительный комбинат. На химкомбинате получены циклогексан и адипиновая кислота. Северодонецкий завод стеклопластиков включён в перечень особо важных строек СССР и вскоре завод станет одним из крупнейших производителей отечественного стеклопластика.
В 1962 году начато строительство нового комплекса Северодонецкого аэропорта. Построено 53,6 тыс. м² жилья, школа № 5, комбинат бытового обслуживания, новая баня, начато возведение магазина «Детский мир».
30 декабря 1962 года Северодонецк стал городом областного подчинения.
17 февраля 1963 года, Александром Михайловичем Лебедевым создана технология укладки асфальта, используемая до сих пор во всех странах мира.
4 марта 1963 года в связи с новым статусом Северодонецка состоялись внеочередные выборы в городской Совет, в который избрали 193 депутата. Председателем исполкома Северодонецкого городского Совета избран Илларион Устинович Водолазский. В Научно-исследовательском институте Управляющих вычислительных машин начато производство первых серийных управляющих вычислительных машин — УМ-1 и МППИ-1. Госкомиссией принят в эксплуатацию первый комплекс первой очереди завода стеклопластиков.
16 марта 1963 года город посетил Никита Сергеевич Хрущёв, он побывал на химическом комбинате и поблагодарил строителей и работников комбината за проделанную работу.
В 1963 на Северодонецкой авторемонтной базе был выпущен микроавтобус «Старт»
Введена в эксплуатацию первая городская АТС на 4900 номеров. С отличными оценками приняты в эксплуатацию кафе «Юность» и «Ровесник», «Дом обуви», начато строительство нового рынка (сейчас — «Центральный»).

### 1965—1969
2 апреля 1965 года вышел первый номер городской газеты (ныне «Сєвєродонецькі вісті»). Создан НИИТБХП. Лисхимкомбинату выдано свидетельство на право исключительного пользования товарным знаком, изображающим реторту на ладони рабочего.

Лисичанский химкомбинат награждён орденом Ленина, а его директор В.Ф.Гогин удостоен звания Героя Социалистического Труда. Лисичанский химкомбинат переименован в Северодонецкий. Трест «Северодонецкхимстрой» награждён орденом Трудового Красного Знамени.

Окончено сооружение молокозавода. Строители рапортовали о готовности здания детской поликлиники. Открыт филиал Центральных курсов повышения квалификации. Сдан в эксплуатацию Дворец культуры химиков.

Метанолу Северодонецкого химкомбината присвоен государственный «Знак качества» (как первому химическому продукту в стране).
На заводе стеклопластиков сданы в эксплуатацию мощности по производству стекловолокнистых прессматериалов и переработке их в изделия.
В 1966 был выпущен легковой автомобиль «Заря»
В 1967 был выпущен легковой автомобиль «Искра»
В 1967 был выпущен легковой автомобиль «Турист»
В 1968 Киото стал городом-побратимом Северодонецка.
К 1969 году окончательно сформировался Северодонецкий диалект украинского языка.
В 1969 Токио стал городом-побратимом Северодонецка.

### 1970—1974
Подписан акт о приемке модели М-2000 агрегатной системы средств вычислительной техники (АСВТ). Это была трудовая победа коллектива НИИУВМ. Открылась детская художественная школа.
Досрочно сдан в эксплуатацию корпус бытовой химии на химкомбинате. В Северодонецке родился 100-тысячный житель — Александр Капустин. Директору химкомбината В. П. Егорову присвоено звание Героя Социалистического Труда.
Сдано в эксплуатацию новое 4-этажное здание роддома. Химики приняли от строителей и монтажников первую очередь производства метанола, ввели в строй действующих производство хлористого аммония.
На заводе стеклопластиков организован выпуск рулонного светопропускающего стеклопластика, внедрена технология производства телескопических удилищ без шлифовки и поверхностной окраски. В Северодонецком филиале ГИАП вступил в строй действующих вычислительный центр.
Государственная комиссия рекомендовала представить промышленный анализатор жидкости «Анализ-1» Северодонецкого филиала ОКБА к высшей категории качества.

### 1975—1979
Впервые в стране в промышленных условиях была получена соль АГ. Построен Ледовый дворец спорта, открыт мемориал Славы.
Коллектив медсанчасти ПО «Азот» награждён орденом «Знак Почета», а научно-производственное объединение «Импульс» — орденом Трудового Красного Знамени. На базе завода стеклопластиков и опытно-конструкторского бюро синтетических продуктов создано Северодонецкое производственное объединение «Стеклопластик».
В НИИУВМ создан новый управляющий вычислительный комплекс СМ-1. На фабрике чемоданов СПО «Азот» получена первая продукция.
Принято решение назвать одну из улиц именем первостроителя — Петра Филипповича Новикова. Сданы в эксплуатацию центральная аптека по пр. Гвардейскому, новое здание стоматполиклиники для взрослых, поликлиника строителей. 
В 1976 был выпущен легковой автомобиль «Юбилей»
В 1976 Сент-Этьен стал городом-побратимом Северодонецка.
В Августе 1976 Вуллонгонг стал городом-побратимом Северодонецка.
В 1977 Тяньцзинь стал городом-побратимом Северодонецка.
1 января 1978 по улицам Северодонецка проехал первый троллейбус. Первым стал маршрут от ул. Призаводской (ныне Пивоварова) до Автовокзала. 
В 1979 был выпущен легковой автомобиль «Лань»
Завершено строительство производства полиэтилена в СПО «Азот». Начались работы по строительству троллейбусной линии 2-й очереди. Состоялся первый конкурс детского поэтического творчества «Джерельце», который впоследствии получит статус Всеукраинского и будет называться именем северодонецкого поэта Иосифа Борисовича Курлата, который организовал «Джерельце».

### 1980—1984
В июле 1980 года, на базе НПО «Импульс», впервые в мире была создана Двухпроцессорная машина АСВТ М-7000. Двухпроцессорная машина сделала возможной работу автоматизированной системы управления, и обеспечение Олимпийских игр в 1980 году.
В 1980 Оруро, Тузла и Ченнаи стали городами-побратимами Северодонецка.
В СПО «Стеклопластик» внедрены 800-фильерные стеклоплавильные сосуды.
Учреждено звание «Почетный гражданин Северодонецка». Первыми его были удостоены И. М. Барский и Г. И. Вилесов.
30 видов продукции СПО «Азот» получили Знак качества. Вступило в строй действующих производство аргона. В 1982 году в городе построено и введено в эксплуатацию более 44,4 тыс. м² жилья, родилось 2125 малышей.
Открыт новый троллейбусный маршрут № 4.
В 1982 Коломбо, Камагуэй и Кайсери стали городами-побратимами Северодонецка.
В 1983 был выпущен легковой автомобиль «Заря»
В 1983 Пхеньян и Саривон стали городами-побратимами Северодонецка.
В 1984 году был организован Северодонецкий факультет вычислительных комплексов и систем Харьковского института радиоэлектроники.
В 1984 Барселона стала городом-побратимом Северодонецка.
В объединении «Азот» вступил в строй цех гранулированного карбамида.
В октябре 1984 года, силами Северодонецкого Института Вычислительных Технологий, была создана портативная игра «Ну, погоди!»
Нна основе Северодонецкого Института Вычислительных Технологий, было создано аппаратное обеспечение для советской пилотируемой научно-исследовательской орбитальной станции «Мир».

### 1985—1989
В СПО «Азот» открылось новое производство азотной кислоты, а в СПО «Стеклопластик» — установка сжигания твердых отходов. В медсанчасти СПО «Азот» введен в строй 7-этажный медицинский корпус.
В НИИУВМ произведен серийный запуск нового управляющего вычислительного комплекса СМ-1210. Вступил в строй Северодонецкий цех Лисичанской пищевкусовой фабрики. В 1986 году 1200 семей отпраздновали новоселье в новых домах.
В НПО «Импульс» сформирован МЖК для строительства жилья по системе молодёжного кредитования.
Приступил к работе двухгодичный университет музыкальной культуры. Футбольный клуб «Химик» стал чемпионом Луганской области.
Открыт самый длинный троллейбусный маршрут № 6 — от троллейбусного управления до проходных ПО «Стеклопластик».
В январе 1989 года численность населения составляла 131 376 человек, в это время основой экономики города являлись ПО «Азот», «Стеклопластик», приборостроение, производство ЭВМ, деревообрабатывающая промышленность и производство стройматериалов.

### 1990—1994
В 1990 году, в Северодонецке стартовало строительство междугороднего метро Лисичанск — Северодонецк — Рубежное.
В 1990 Брест стал городом-побратимом Северодонецка.
Открылся новый универмаг. На ЗКПД начато строительство нового цеха силикатного кирпича.
14 декабря 1991 года состоялось освящение места под строительство Свято-Христо-Рождественского храма.
Принята программа приватизации имущества государственных коммунальных предприятий. В городе впервые созданы шесть классов, в которых обучение ведется только на украинском языке.
ТЭЦ подарила городу новый троллейбус. Создан городской совет многодетных семей.
В СПО «Азот» введен в эксплуатацию кирпичный завод. У города появился свой герб.
В мае 1993 года находившийся в городе Северодонецкий факультет вычислительных комплексов и систем Харьковского института радиоэлектроники объединили с Рубежанским филиалом Днепропетровского химико-технологического института, в результате возник Северодонецкий филиал Восточноукраинского государственного университета (2 апреля 1994 года он был реорганизован в Северодонецкий технологический институт).
21 июля 1994 года к обязанностям городского головы приступил В. Е. Грицишин.

### 1995—1999
Открыт выставочный зал народного творчества.
Две нити канализационного коллектора соединили новые районы города с очистными сооружениями.
Утверждено Положение о Грамоте исполкома. Первых посетителей приняло МРЭО. В Северодонецке открылось представительство МАУП, создан многопрофильный лицей.
Открыта новая межбольничная аптека. Созданы коллегиум Киево-Могилянской академии, гуманитарно-эстетическая гимназия, представительство ЭКОМЕНа.
Звание «Заслуженный работник культуры Украины» присвоено директору музыкального училища В. С. Асееву.
В мае 1995 года Кабинет министров Украины утвердил решение о приватизации находившихся в городе завода «Импульс», котельно-механического завода, опытно-экспериментального завода химического машиностроения, приборостроительного завода, завода «Ротор», завода нестандартного химического оборудования, НПО «Химавтоматика», АТП-10920, объединенного предприятия железнодорожного транспорта, Северодонецкого государственного научно-исследовательского и конструкторского института химического машиностроения «Химмаш» и завода строительных конструкций и материалов.
В 1997 году по решению Кабинета министров Украины было сокращено количество учебных заведений: из шести профессионально-технических училищ (№ 1, № 23, № 24, № 98, № 99 и № 101) были ликвидированы три (№ 23, № 99 и № 101).
Переименовано несколько улиц города, названных прежде в честь советских политических деятелей.

### 2000—2004
Северодонецк занял второе место в области по развитию малого предпринимательства. Подписан акт о вводе в эксплуатацию нового завода ЧП «Химпоставщик». Введена в эксплуатацию АТС-5. Северодонецк признан лидером области по качеству образования.
В 2001 Тунис (город) стал городом-побратимом Северодонецка.
Женская волейбольная команда «Северодончанка» вышла в высшую лигу чемпионата Украины. В п. Павлоград пришёл газ. Подписан акт о введении в эксплуатацию нового изотермического хранилища жидкого аммиака объединения «Азот», а группа участников его сооружения стала лауреатом премии Академии строительства Украины.
По итогам выступлений на международных соревнованиях Заслуженный мастер спорта Украины Александр Золотов стал лучшим спортсменом Украины 2002 года по подводному спорту. Первых посетителей принял супермаркет «Абсолют». У роддома появилась своя миникотельная. Футбольная команда «Молния» ГП «Северодонецкая ТЭЦ» стала чемпионом Украины среди любительских команд.
Торжественно сдана в эксплуатацию блок-секция монолитного дома. Открылась «Ветеранская аптека». Проект организации общественной приемной по предоставлению студентами Северодонецкого филиала МАУП удостоен гранта Президента Украины для одаренной молодёжи.
11 ноября 2002 года хозяйственный суд Луганской области начал рассмотрение дела № 12/164б о банкротстве Северодонецкого завода сопротивлений (ВАТ «Сєвєродонецький завод опорів»), 5 июля 2010 года предприятие было признано банкротом и началась его ликвидация.
28 ноября 2004 года в Северодонецке прошёл первый Всеукраинский съезд депутатов всех уровней. 

### 2005—2013
В Щедрищево введена в эксплуатацию телефонная цифровая станция ЕС-11 на 300 номеров.
Для будущих матерей в многопрофильной больнице открылись резервные площади родильного отделения.
Введен в эксплуатацию производственный комплекс НПФ «Химмаш-компрессор-сервис». Построен новый Дворец тенниса. Смонтирована новая цифровая телефонная станция на 11 тысяч номеров.
Подписаны двусторонние соглашения об установлении партнерских связей Северодонецка с городами Еленя-Гура и Ровно.
Северодонецк активно строится: в 2007 году открыты бытовой комплекс «Уно моменто», торговый комплекс «Амстор», гостиничный комплекс «Околица», три автозаправочные станции, два магазина АТБ, магазин «COMFY», рынок «Злагода» и другие объекты; предоставлены участки под строительство спортивно-оздоровительного комплекса, торгово-развлекательного центра, центра по продаже и обслуживанию автомобилей и других объектов. Поселок Воеводовка отметил 300-летие своего основания.
В 2008 году открыт торгово-развлекательный центр «Джаз». Центр занятости населения получил новое здание по ул. Гагарина, 116. Начальнику управления здравоохранения горсовета Е. А. Маслову присвоено звание «Заслуженный врач Украины». Проспект Гвардейский получил своё продолжение строительством нового элитного жилого микрорайона «Камелот». В День независимости Украины у фасада городского Дворца культуры стал работать цвето-музыкальный фонтан. Введен третий из шести домов жилого комплекса «Ориана». Северодонецкие альпинисты поднялись на гору Эльбрус и развернули там флаги Украины и Северодонецка.
В 2008 был выпущен гражданский вертолёт «Рывок»
1 марта 2008 в Северодонецке прошёл второй Всеукраинский съезд депутатов всех уровней. 
Открыто приемное отделение многопрофильной больницы. Волейбольная команда «Северодончанка» завоевала Кубок Украины, а также стала чемпионом Украины по волейболу сезона 2008—2009 гг. среди женских волейбольных команд суперлиги. В ОАО «Северодонецкое объединение Стеклопластик» открылось первое на Украине одностадийное производство стекловолокна. В 84-м микрорайоне города появились три новых улицы — Сосюры, Киевская и Айдарская. Городской библиотеке для юношества присвоено имя поэта И. Б. Курлата. Открыт крытый ледовый каток. Открыт новый кинотеатр «Oskar». Возведена литая ограда городского дворца культуры, начато строительство ограды вокруг Свято-Рождественского кафедрального собора. Начата реконструкция «Северодонецкой ТЭЦ», и перевод её из ранга газовой ТЭЦ в ранг газово-угольных ТЭЦ. Возведён пятый из шести домов «Орианы». 10 школ города переведено на автономное отопление.
В 2009 Серпухов стал городом-побратимом Северодонецка.
В 2010 году, Академиком Украинской Академии Наук Анатолием Черногоровым, был изобретен один из мощнейших средних двигателей, известный сегодня, как «двигатель Черногорова».
На 1 января 2013 года численность населения составляла 109 466 человек.

### 2014—2021
В апреле 2014 года была проведена попытка формирования собственного сепаратистского государства на территории города.
Во время вооружённого конфликта на востоке Украины Северодонецк с апреля по июль был под контролем Луганской Народной Республики.
11 мая 2014 года в городе был проведён референдум «О самоопределении Луганской Народной Республики».
22 июля 2014 года подразделения Национальной гвардии Украины вошли в город.
23 августа 2014 в Северодонецке был демонтирован памятник Ленину в рамках декоммунизации.
С 19 сентября 2014 в городе находится Луганская областная государственная администрация. В связи с этим город получил статус областного центра, так как по Конституции Украины облгосадминистрации располагаются в административных центрах областей.
5 марта 2015 года в Северодонецке была образована Луганская областная военно-гражданская администрация. В этом же году сюда перемещён Государственный университет внутренних дел имени Э. А. Дидоренко и многие областные медицинские учреждения.
По состоянию на 1 января 2018 года численность населения города составляла 104 503 человек.
18 мая 2020 года энергосистема города подключена к объединенной энергосистеме Украины.

### 2022
С конца февраля 2022 года город обстреливался силами России и ЛНР. 17 марта Глава украинской областной военно-гражданской администрации Сергей Гайдай заявлял: «Если раньше выборочно был обстрел, то сегодня они квадрат за квадратом уничтожают как Рубежное, так и Северодонецк, другие населенные пункты»
25 июня Северодонецк оккупирован Вооружёнными силами РФ и формированиями ЛНР. В сентябре город был аннексирован Россией.